# Parvarish (1958)
Parvarish (Hindi परवरिश; übersetzt: Erziehung) ist ein sozialkritischer Film mit den Schauspielern Raj Kapoor, Mehmood und Mala Sinha in den Hauptrollen. 

## Handlung
Nach der Entbindung des Sohnes von Thakur Jaswant Singh und Rukmani Singh kommt es im Krankenhaus zu einem Unfall, in dem die Krankenschwester ums Leben kommt. So wissen die Ärzte nicht, wer nun das Baby der Thakurs ist, denn gleichzeitig kam ein weiteres Baby zur Welt – der Sohn einer Kurtisane, die die Geburt nicht überlebte.
Gezwungenermaßen holen sie sich beide Kinder ins Haus, um vielleicht doch noch zu erfahren, wer nun ihr leiblicher Sohn ist – Raja oder Ramesh. Besonders der Vater ist besorgt um den Ruf seiner Familie. Sein bester Freund Thakur Harnam Singh verspricht ihm zumindest seine Tochter Asha, die einen der Söhne später heiraten soll, nachdem sie aus dem Ausland zurückkehren werden.
Die Jahre vergehen, und die Jungen wachsen wohlwissend von dem Vorfall ihrer Geburt auf. Beide sind bestrebt, sich vorbildlich gegenüber ihren Eltern zu verhalten, ohne sich als Konkurrenz zu betrachten. Ihre Mutter liebt beide Söhne gleichermaßen, doch der Vater kann sich nicht damit arrangieren. Es kommt zu Streitereien zwischen den Eltern, und die Familie droht gänzlich auseinanderzubrechen. Raja fasst den Entschluss, die Familie zu verlassen, um die Streitigkeiten zu beseitigen. Mit Absicht verhält er sich in aller Öffentlichkeit unangemessen und gerät in Schlägereien. Nur Asha vertraut er sich an, unwissend, dass sie die versprochene Tochter ist und Ramesh heiraten soll.
Nach einer Konfrontation mit Rajas Vater sieht endlich auch dieser ein, dass es unwichtig ist, wessen Söhne sie tatsächlich sind, und dass es einzig und allein auf die Erziehung der Kinder ankommt. Und so wird Asha Rajas Frau.

## Musik
| # | Titel                                   | Sänger/in                   |
| - | --------------------------------------- | --------------------------- |
| 1 | "Belia Belia Belia"                     | Lata Mangeshkar, Manna Dey  |
| 2 | "Aansu Bhari Hain Yeh Jivan Ki Raahein" | Mukesh                      |
| 3 | "Masti Bhara Hai Sama"                  | Lata Mangeshkar, Manna Dey  |
| 4 | "Maama O Maama"                         | Mohammad Rafi, Manna Dey    |
| 5 | "Looti Jindagi Aur Ghum Muskuraaye"     | Lata Mangeshkar             |
| 6 | "Jhoome Re Jhoome Re Ho"                | Asha Bhosle                 |
| 7 | "Jaane Kaisa Jaadu Kiya Re"             | Asha Bhosle, Sudha Malhotra |

## Auszeichnungen
Nominierung bei den Filmfare Awards 1959:
- Filmfare Award/Beste Nebendarstellerin an Lalita Pawar